# Phrurolithus spinosus
Espèce
Phrurolithus spinosus est une espèce d'araignées aranéomorphes de la famille des Phrurolithidae.

## Distribution
Cette espèce est endémique d'Haïti. Elle se rencontre vers l'Étang Lachaux.

## Description
La femelle holotype mesure 2,0 mm.

## Publication originale
- Bryant, 1948 : The spiders of Hispaniola. Bulletin of the Museum of Comparative Zoology, vol. 100, p. 331-459 (texte intégral).